# Tysklands herrlandslag i volleyboll
Tysklands herrlandslag i volleyboll (tyska: Deutsche Volleyballnationalmannschaft der Männer) representerar Tyskland i volleyboll på herrsidan. Laget tog brons i världsmästerskapet 2014.

## Mesta landslagsspelare[2]
1. René Hecht (385 landskamper)
2. Jochen Schöps (315)
3. Frank Dehne (293)
4. Marcus Böhme (290)
5. Björn Andrae (280)
6. Stefan Hübner (245)
7. Franko Hölzig (239)
8. Ralph Bergmann / Marco Liefke (225)
9. Ronald Triller (220)

## Förbundskaptener[3]
- Eberhard Schulz (1956)
- Werner Lohr	(1957 - 1958)
- Edgar Blossfeldt (1958 - 1970)[4]
- Jerzey Plawczyk (1959 - 1960)
- Alexander Mühler (1961 - 1964)
- Miroslaw Rovny (1965 - 1971)
- Josef Stolarik (1971)
- Akira Kato (1971)
- Manfred Kindermann (1971 - 1972)
- Michael Gregori (1973 - 1974)
- Sebastian Mihailescu (1974 - 1975)
- Michael Gregori (1976 - 1983)
- Zbigniew Jasiukiewicz (1983 - 1987)
- Stelian Moculescu (1987 - 1990)
- Igor Prielozny (1990 - 1994)
- Olaf Kortmann (1995 - 1998)
- Stelian Moculescu (1999 - 2008)
- Raul Lozano (2008 - 2011)
- Vital Heynen (2012 - 2016)
- Andrea Giani (2016 -)

### Fotnoter
1. ↑  Todor Krastev (19 mars 2014). ”Men Volleyball XVIII World Championship 2014 in Poland 31.08 - 21.09 - Winner Poland” (på engelska). Sport Statistics. Arkiverad från originalet den 25 april 2015. https://web.archive.org/web/20150425051634/http://todor66.com/volleyball/World/Men_2014.html. Läst 26 juni 2015.
2. ↑  ”RekordnationalspielerInnen” (på tyska). Deutsche Volleyball Verband. https://www.volleyball-verband.de/de/halle/statistik/rekordnationalspieler/. Läst 10 april 2022.
3. ↑  ”Bundestrainer” (på tyska). Deutsche Volleyball Verband. https://www.volleyball-verband.de/de/halle/statistik/bundestrainer/. Läst 11 april 2022.
4. ↑  Under denna perioden växlades flera personer om på posten